# Jean Rentería
Jean Rentería (Bajo Baudó, Chocó, Colombia; 10 de julio de 1995) es un futbolista colombiano. Juega de delantero y su club actual es el Orsomarso de la Categoría Primera B de Colombia.

## Clubes
| Club            | País     | Año             |
| --------------- | -------- | --------------- |
| América de Cali | Colombia | 2014 - 2017     |
| Atlético        | Colombia | 2017            |
| Orsomarso       | Colombia | 2019 - Presente |